# Греда (Сисак)
Греда је насељено место у саставу Града Сиска, Република Хрватска.

## Становништво
На попису становништва 2011. године, Греда је имала 858 становника.

## Попис1991.
На попису становништва 1991. године, насељено место Греда је имало 1.113 становника, следећег националног састава:
| Попис 1991.‍   | Попис 1991.‍  | Попис 1991.‍ | Попис 1991.‍ | Попис 1991.‍ |
| ------------- | ------------ | ----------- | ----------- | ----------- |
|               |              |             |             |             |
| Хрвати        | Хрвати       |             | 1.037       | 93,17%      |
| Срби          | Срби         |             | 34          | 3,05%       |
| Муслимани     | Муслимани    |             | 7           | 0,62%       |
| Југословени   | Југословени  |             | 6           | 0,53%       |
| Македонци     | Македонци    |             | 1           | 0,08%       |
| неопредељени  | неопредељени |             | 8           | 0,71%       |
| непознато     | непознато    |             | 20          | 1,79%       |
| укупно: 1.113 |              |             |             |             |